# Ежиха (Кировская область)
Ежиха — населённый пункт (тип: железнодорожная станция) в Котельничском районе Кировской области России. Административный центр Ежихинского сельского поселения.

## География
Находится в западной части региона, в подзоне южной тайги, на реке Юма и Зырянка при железнодорожной ветке Нижний Новгород-Сортировочный — Котельнич-I.

### Климат
Климат характеризуется как континентальный, с продолжительной холодной многоснежной зимой и умеренно тёплым летом. Среднегодовая температура — 1,8 °C. Средняя температура воздуха самого холодного месяца (января) составляет −13,9 °C (абсолютный минимум — −46 °С); самого тёплого месяца (июля) — 17,9 °C (абсолютный максимум — 35 °С). Безморозный период длится в течение 114—122 дней. Годовое количество атмосферных осадков — 515 мм, из которых 365 мм выпадает в тёплый период года. Устойчивый снежный покров образуется в середине ноября и держится 160—170 дней.

## История
Населённый пункт появился при строительстве железной дороги. В селении жили семьи тех, кто обслуживал железнодорожную инфраструктуру.

## Население
| 2010 |
| ---- |
| 508  |

В 2017 году численность населения составляла 454 человека.

## Знаменитые уроженцы
Сергей Григорьевич Коваль  - российский художник-пейзажист, педагог Санкт-Петербургской академии художеств имени Ильи Репина.

## Инфраструктура
Основа экономики — обслуживание путевого хозяйства Горьковской железной дороги. Действует станция Ежиха. Имеется здание вокзала (одноэтажное, с двухэтажной пристройкой и кассой электричек).
Основная общеобразовательная школа, церковь.

## Транспорт
Доступен автомобильным и железнодорожным транспортом.